# Alabonia
Alabonia is een geslacht van vlinders uit de familie van de sikkelmotten (Oecophoridae).

## Soorten
- Alabonia coarctata (Walsingham, 1881)
- Alabonia chapmani Walsingham, 1903
- Alabonia geoffrella (Linnaeus, 1767) - trompetmotje
- Alabonia herculeella Walsingham, 1903
- Alabonia staintoniella (Zeller, 1850)